# 三王大酒店
三王大酒店（Grand Hotel Les Trois Rois）是瑞士城市巴塞爾的一座大酒店。這座酒店是瑞士歷史最古老的酒店之一，位於萊茵河左岸。